# Ptichodis dorsalis
Ptichodis dorsalis är en fjärilsart som beskrevs av Fabricius 1775. Ptichodis dorsalis ingår i släktet Ptichodis och familjen nattflyn. Inga underarter finns listade.